# رود غاردنر
رود غاردنر هو سياسي كندي، ولد في 1948. حزبياً، نشط في حزب ساسكاتشوان المحافظ التقدمي. وقد انتخب عضو المجلس التشريعي من ساسكاتشوان.